# Tell el-Ajjul
Tell el-Ajjul est un tel situé dans la bande de Gaza. Ce tell a été construit vers 2100 av. J.-C. Il se situe près de la source de la Bésor au sud de Gaza. En 1930-1934, Tall al-Ajjul est mis au jour par des archéologues britanniques sous la direction de Sir Flinders Petrie qui pensait que le site était l'ancienne Gaza. En 1999 et 2000, les fouilles sont relancées par Peter M. Fischer et Moain Sadeq.
Ajjul était et reste un site potentiel pour Sharouhen et pour Beit Eglaim mentionnés dans l’Onomasticon d'Eusèbe.